# Aleksandr Boloshev
Aleksandr Aleksándrovich Boloshev, translitera al cirílico ruso   Александр Александрович Болошев ( 12 de marzo de 1947 en Ėlektrogorsk, Rusia - 16 de julio de 2010 en Volgogrado, Rusia) fue un jugador soviético de baloncesto. Consiguió 7 medallas en competiciones internacionales con la Selección de baloncesto de la Unión Soviética.